# Boku no Taiyou
«Boku no Taiyou» (яп. 僕の太陽) — пятый мейджор-сингл японской идол-группы AKB48, вышедший в Японии 8 августа 2007 года. Заглавная песня исполнялась сембацу из 14 человек.

## Список композиций
| №                   | Название                          | Автор(ы)                     | Аранжировщик        | Длительность |
| ------------------- | --------------------------------- | ---------------------------- | ------------------- | ------------ |
| 1.                  | «Boku no Taiyou» (僕の太陽)       | Ясуси Акимото, Ёсимаса Иноуэ | Иноуэ               | 4:55         |
| 2.                  | «Mirai no Kajitsu» (未来の果実)   | Акимото, Мио Окада           | Томоаки Такасима    | 4:54         |
| 3.                  | «Boku no Taiyou (Instrumental)»   | Акимото, Иноуэ               | Ouchi               | 4:55         |
| 4.                  | «Mirai no Kajitsu (Instrumental)» | Акимото, Окада               | Takashima           | 4:54         |
| Общая длительность: | Общая длительность:               | Общая длительность:          | Общая длительность: | 19:37        |

## Чарты
| Чарт (2007)   | Наивыс. позиция |
| ------------- | --------------- |
| Oricon Weekly | 6               |